# 南三陸金華山国定公園
南三陸金華山国定公園（みなみさんりくきんかさんこくていこうえん）は、三陸海岸南部、宮城県に位置していた国定公園であった。名の通り、三陸海岸の南部と金華山を中心とする海岸公園であった（三陸復興国立公園との境界線は気仙沼市で、旧・本吉郡本吉町（現・気仙沼市）以南の海岸が同国定公園となっていた）。1979年（昭和54年）3月30日指定。2015年3月31日、三陸復興国立公園への編入に伴い、国定公園としての指定は解除された。
金華山はこの国定公園最大のハイライトであり、花崗岩質からなる断崖が差し迫る。黄金山神社が鎮座した聖域でもある為、社叢（神社の境内にある保護林）には天然のブナ林、モミ林が残されている。またニホンジカを神鹿として扱った歴史があり、自然動物の宝庫にもなっている。その一方で、増えすぎたシカによる食害も深刻となっている。
南三陸海岸一帯は複雑な入江が連続し、海水浴場も多い。また、椿島、八景島など暖地性の植物群落（天然記念物）が見られる。
なお、日本三景で知られる松島はこの公園の西側に位置するが、県立自然公園止まりであり、国定公園区域には含まれなかった（日本三景の他の景勝地は全て上級公園に含まれる・なお日本三景すべてが特別名勝には指定されている）が、将来的に三陸復興国立公園に編入することが検討されている。

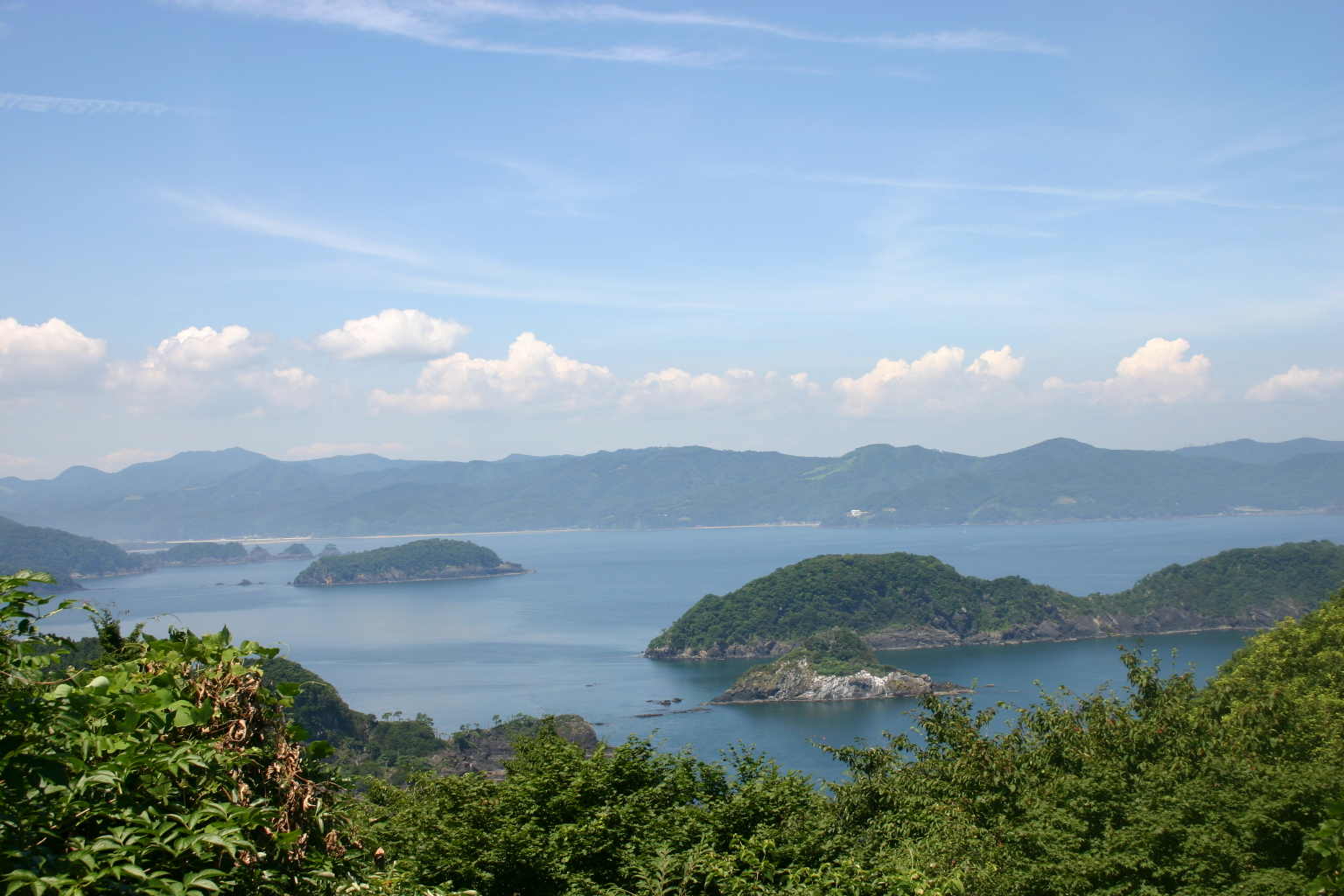
名振湾に浮かぶ八景島（雄勝）（2007年8月）